# Tour of Siam
Die Tour of Siam ist ein thailändisches Radrennen.
Das Rennen wurde zum ersten Mal 2005 ausgetragen und fand bis 2007 jährlich im Januar statt, seit der Absage 2008 gab es keine erneute Austragung. Es war als Teil der UCI Asia Tour und in die Kategorie 2.2 eingestuft. Das Rennen ist ein Etappenrennen und wird meist in sechs Teilstücken durchgeführt.
Die vorerst letzte Austragung des Rennens fand 2007 statt.

## Sieger

### Gesamtwertung
- 2007  Jai Crawford
- 2006  Thomas Rabou
- 2005  Shin’ichi Fukushima

### Weitere Wertungen
| Jahr | Gesamtwertung       | Sprintwertung     | Bergwertung         | Asiatischer Fahrer | Nachwuchswertung  | Teamwertung             |
| ---- | ------------------- | ----------------- | ------------------- | ------------------ | ----------------- | ----------------------- |
| 2008 | nicht ausgetragen   | nicht ausgetragen | nicht ausgetragen   | nicht ausgetragen  | nicht ausgetragen | nicht ausgetragen       |
| 2007 | Jai Crawford        | Takashi Miyazawa  | Jai Crawford        | Iman Suparman      | Jai Crawford      | Polygon Sweet Nice      |
| 2006 | Thomas Rabou        | Dean Iversen      | nicht vergeben      | Robert Wijaya      | Robert Wijaya     | Marco Polo Cycling Team |
| 2005 | Shin’ichi Fukushima | Edmund Hollands   | Shin’ichi Fukushima | Wei Sheng Yang     | Dong Hun Kim      | Marco Polo Cycling Team |